# 武林聖火令 (1983年電影)
《武林聖火令》，是1983年邵氏兄弟出品的香港古裝武俠電影，由魯俊谷執導，莫少聰、翁靜晶、楊菁菁主演。莫少聰憑本作入圍第3屆香港電影金像獎最佳新人提名。

## 劇情簡介
青年俠士尹青松夫婦（蕭玉明、黃敏儀 飾）因得武林中人爭奪已久的一對聖火令，而遭江湖八大門派掌門以及谷半怪（白彪 飾）追殺，遺下一對年幼子女。女兒被八大門派中峨嵋派的靜音師太（劉雪華 飾）帶回峨嵋扶養，改名倪丹鳳（楊菁菁 飾）。兒子尹天仇（莫少聰 飾）為幽冥鬼叟（郭追 飾）所救，授其武功，長成後便依尹青松藏於襁袍內之藏令訣，下山至待月洞尋回陽聖火令，為報父母之仇。
途中，尹天仇巧遇捕蛇少女杜鵑兒（翁靜晶 飾），谷半怪之徒段雲秀（劉少君 飾），並拯救被金蛇童子（文雪兒 飾）放蛇襲擊的倪丹鳳。經過中杜鵑兒以指取蛇膽，意外得到威力無窮的絕世武功擎天指，而尹天仇在取得陽聖火令後，也回到幽冥鬼叟處苦練奇功。
靜音師太與谷半怪聞悉尹天仇已然長成，向倪丹鳳訛稱幽冥鬼叟是殺害其父母之仇人，著其修煉陰聖火令功夫，使其兄妹相殘。幸金蛇童子正巧聞得靜音師太與谷半怪談論此事，並及時將事情始末告知倪丹鳳，終令尹天仇、倪丹鳳兄妹相認。於是在陰陽聖火令合璧下，再加上杜鵑兒的一指擎天功夫，大破靜音師太與谷半怪所練之邪術，替父母報仇，並替武林除去一大害。

## 人物角色
| 角色名稱 | 演員   | 備註         |
| -------- | ------ | ------------ |
| 尹天仇   | 莫少聰 |              |
| 杜娟兒   | 翁靜晶 |              |
| 倪丹鳳   | 楊菁菁 |              |
| 段雲秀   | 劉少君 | 谷半怪之徒   |
| 谷半怪   | 白彪   |              |
| 靜音師太 | 劉雪華 | 峨嵋派掌門   |
| 幽冥鬼叟 | 郭追   |              |
| 孫玉鳳   | 廖麗玲 | 靜音師太之徒 |
| 袁紫鳳   | 尤翠玲 | 靜音師太之徒 |
| 金蛇童子 | 文雪兒 |              |
| 尹青松   | 蕭玉明 | 尹天仇父     |
|          | 黃敏儀 | 尹青松妻     |
| 林美香   | 江島   | 吸血門門主   |
|          | 詹森   | 少林寺住持   |
|          | 黃薇薇 | 崆峒派掌門   |
|          | 王憾塵 | 華山派掌門   |
|          | 關鋒   | 武當派掌門   |
|          | 徐錦江 | 崑崙派掌門   |
|          | 林威   | 竹山教教主   |
|          | 魏添財 | 常青幫幫主   |
| 蛇王杜   | 王清河 | 杜娟兒父     |
|          | 西瓜刨 | 店小二       |
|          | 林志泰 |              |
|          | 朱客   |              |

## 其他製作人員
- 出品人：邵逸夫
- 助導：張國源、劉金爵
- 攝影助理：吳榮傑
- 劇務：李雲虎
- 美術：何劍聲
- 場記：姚鳳璇
- 燈光：阮定邦、歐球
- 道具：黎沃、曾偉忠
- 化妝：劉繼承、潘敏華
- 梳妝：彭雁聯
- 服裝設計：吳寶玲、孔權開
- 服裝：劉季友、何婉怡
- 錄音：徐炳光
- 效果：李義之
- 特別視覺效果：丁遠大
- 對白：李嵐、丁羽
- 佈景：陳景森
- 劇照：方惠俠

## 獎項
| 年份 | 獎項                | 類別     | 名字   | 結果 |
| ---- | ------------------- | -------- | ------ | ---- |
| 1984 | 第3屆香港電影金像獎 | 最佳新人 | 莫少聰 | 提名 |

## 外部連結
- 香港影庫上《武林聖火令》的資料（繁體中文）
- 開眼電影網上《武林聖火令》的資料（繁體中文）
- 时光网上《武林聖火令》的資料（简体中文）
- 豆瓣电影上《武林聖火令》的資料 （简体中文）
- 爛番茄上《武林聖火令》的資料（英文）
- AllMovie上《武林聖火令》的资料（英文）
- 互联网电影数据库（IMDb）上《武林聖火令》的资料（英文）